# Muscle car

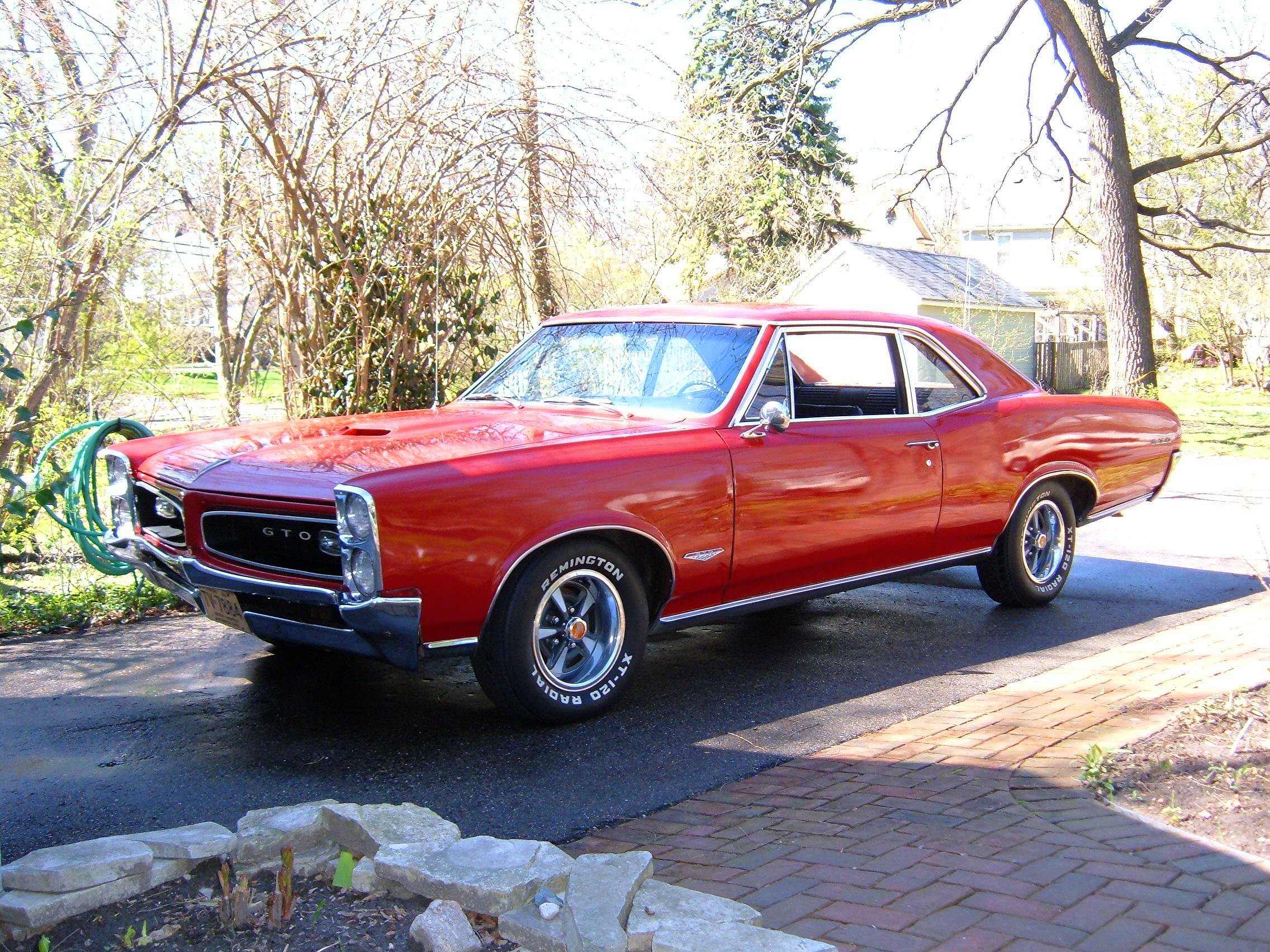
Pontiac GTO z roku 1966, příklad klasického muscle car

Muscle car je termín používaný pro označení řady vysoce výkonných automobilů (muscle = sval, svalnatý; car = auto). Ve svém nejrozšířenějším významu se vztahuje na americké automobily s pohonem zadních kol vyráběné v 60. a 70. letech 20. století a vybavené silnými V8 motory. Tyto vozy se prodávaly za cenu dostupnou pro mladou generaci a hojně se také používaly v pouličních závodech.
V návaznosti na americký fenomén se muscle cars objevily postupem doby i v Austrálii, Jižní Africe nebo ve Spojeném království.